# 아세트산 구리(II)
아세트산 구리(II)(Copper(II) acetate)는 화학식 Cu(OAc)2를 갖는 화합물이며, 여기서 AcO−는 아세트산염(CH3CO−2)이다. 각 구리 원자에 대해 물 한 분자를 포함하는 수화된 유도체인 Cu2(OAc)4(H2O)2는 상업적으로 이용 가능하다. 무수 아세트산 구리(II)는 짙은 녹색의 결정성 고체인 반면, Cu2(OAc)4(H2O)2는 청록색에 더 가깝다. 고대부터 어떤 형태의 구리 아세테이트는 살균제와 녹색 안료로 사용되었다. 오늘날 구리 아세테이트는 다양한 무기 및 유기 화합물 합성을 위한 시약으로 사용된다. 모든 구리 화합물과 마찬가지로 아세트산 구리는 불꽃 속에서 청록색 빛을 낸다.